# Acide sapiénique
L'acide sapiénique, ou acide cis-6-hexadécénoïque (16:1, n-10), est un acide gras que l'on retrouve dans le sébum humain. Cet acide gras insaturé est unique à l'espèce humaine, d'où son nom, du Latin sapiens, en référence à l'espèce humaine (Homo sapiens) ; son équivalent dans le sébum de souris est l'acide palmitoléique (16:1, n-7).
L'acide sapiénique est l'acide gras mono-insaturé le plus abondant du sébum. Il possède des propriétés antibactériennes, et lutte ainsi contre les pathogènes pouvant être responsables d'infections cutanées, notamment contre le staphylocoque doré (Staphylococcus aureus) contre lequel il est particulièrement efficace,. Parmi les différents acides gras libres du sébum, l'acide sapiénique est celui qui possède l'activité anti-microbienne la plus élévée. Toutefois, il n'est pas efficace contre tous les microbes, comme le staphylocoque blanc (Staphylococcus epidermidis). Le déficit d'acide sapiénique serait impliqué dans le développement de l'acné .
L'acide sapiénique est synthétisé dans les cellules des glandes sébacées (sébocytes) à partir d'acide palmitique grâce à l'acyl-CoA Δ6-désaturase (D6D),. L'acide sapiénique est également le précurseur de l'acide sébaléique, un autre acide gras libre présent dans le sébum.    
Les sels, les esters, les anions et les bases conjuguées de l'acide sapiénique sont appelés "sapiénates".